# محمد الساعدي
محمد بشير عبد الرحمن الساعدي (مواليد 8 مايو 1995) هو لاعب كرة سلة ليبي يلعب لصالح نادي الأهلي طرابلس في دوري الدرجة الأولى الليبي لكرة السلة ومنتخب ليبيا للرجال .  يبلغ طوله 1.94 سم و يلعب كحارس جناح، ويعتبر تاريخياً أفضل لاعب كرة سلة ليبي كما يُعدّ أحد أفضل اللاعبين العرب والأفارقة.

## الحياة المبكرة
في طفولته، بدأ لعب كرة السلة في نادي الوحدة الليبي، وخلال نشأته، كان اللاعب المفضل لدى الساعدي هو كارلوس مورايس . 

## الحياة المهنية
لعب الساعدي مع نادي الأهلي طرابلس الليبي وتم اختياره كأفضل لاعب في دوري الدرجة الأولى الليبي في أعوام 2020 و2021 و2024. 
لعب الساعدي فترة قصيرة مع نادي النصر الليبي في تصفيات رابطة أبطال أفريقيا للأندية 2021 ، حيث حقق متوسط 12.3 نقطة و9.7 استعادة للكرة في المباراة الواحدة.  انضم لاحقًا إلى بطل السنغال اتحاد دوانس في قائمة موسم BAL 2022. 
في أكتوبر 2022، لعب الساعدي مع نادي السد القطري. في سبتمبر 2023، انضم إلى نادي الحكمة في الدوري اللبناني لكرة السلة . 
يلعب الساعدي مع نادي الأهلي طرابلس منذ عام 2016، وحقق معه بطولة الدوري الليبي أعوام 2021 و2022 و2024. في نوفمبر 2024، كان الساعدي جزءًا من فريق الأهلي الذي فاز بنجاح بتصفيات المرحلة الأولى من دوري كرة السلة الأفريقي للمنطقة الغربية، وبالتالي تأهل الفريق وحجز تذكرته رسمياً لأول مرة في دوري كرة السلة الأفريقي (BAL). دولياً، يلعب الساعدي لصالح منتخب بلاده ليبيا، وهو قائد المنتخب الليبي لكرة السلة.
لعب محمد الساعدي دورًا محوريًا في قيادة المنتخب الليبي لكرة السلة إلى نهائي البطولة العربية للمنتخبات في مصر في يناير 2024 وهي المرة الأولى التاريخية بالنسبة لليبيا، لكن المنتخب الليبي خسر أمام الدولة المضيفة مصر بنتيجة 87-62 في مباراة ملحمية ورغم الهزيمة، نجح المنتخب الليبي في الحصول على لقب الوصيف والميدالية الفضية.
قدم الساعدي مساهمات كبيرة خلال تصفيات بطولة أفريقيا للمنتخبات لكرة السلة في كل من النافذتين الأولى والثانية. فاز منتخب ليبيا بأربع مباريات من أصل ستة، ليتصدر مجموعته ويضمن مكانه في بطولة إفريقيا لكرة السلة، مسجلاً بذلك عودته إلى المنافسة بعد غياب دام 16 عاماً.
حقق محمد الساعدي التاريخ بعد أن أصبح أول لاعب على الإطلاق في التصفيات يسجل ثلاثية مزدوجة في فوز ليبيا المثير 89-82 في الوقت الإضافي على نيجيريا في فبراير 2024. وقد قدم أداءً رائعًا في الثلاثية المزدوجة "تريبل دبل" بتسجيله 24 نقطة و12 تمريرة حاسمة و10 سرقات، بالإضافة إلى 9 استعادات للكرة، وهو رقم قياسي و إنجاز غير مسبوق في تاريخ تصفيات بطولة أفروباسكيت، حسب ما أكد الاتحاد الدولي لكرة السلة.

## إنجازاته الشخصية
- فاز بلقب الدوري الليبي لكرة السلة 2024 مع فريق النادي الأهلي طرابلس لكرة السلة
- فاز بلقب الدوري الإفريقي لكرة السلة Bal 2025 رفقة النادي الأهلي طرابلس لكرة السلة